# Тиндали
Тинда́ли, або тинди́нці (власна назва ідарі, ідері, ав. тӀиндисел, тӀиндал, рос. тиндинцы, тиндалы, тиндии) — народ у Росії, один із корінних і відносно малих за чисельністю народів північно-західної частини Дагестану. Належать до числа андійських народів.
Як і інші андо-цезькі народи, тиндали історично консолідувалися з аварцями, з якими їх пов'язує спільне генетичне коріння, подібність мови, подібність матеріальної й духовної культури, менталітету, сімейного й громадського побуту, спільна історична доля. Процес цієї консолідації розпочався ще в середньовіччя, але не завершився й понині.
Антропологічно належать до кавказького типу балкано-кавказької раси, з деякими рисами, характерними каспійському типові, відзначаються високим зростом, світлою пігментацією шкіри, витягнутою формою голови та вузьким обличчям.

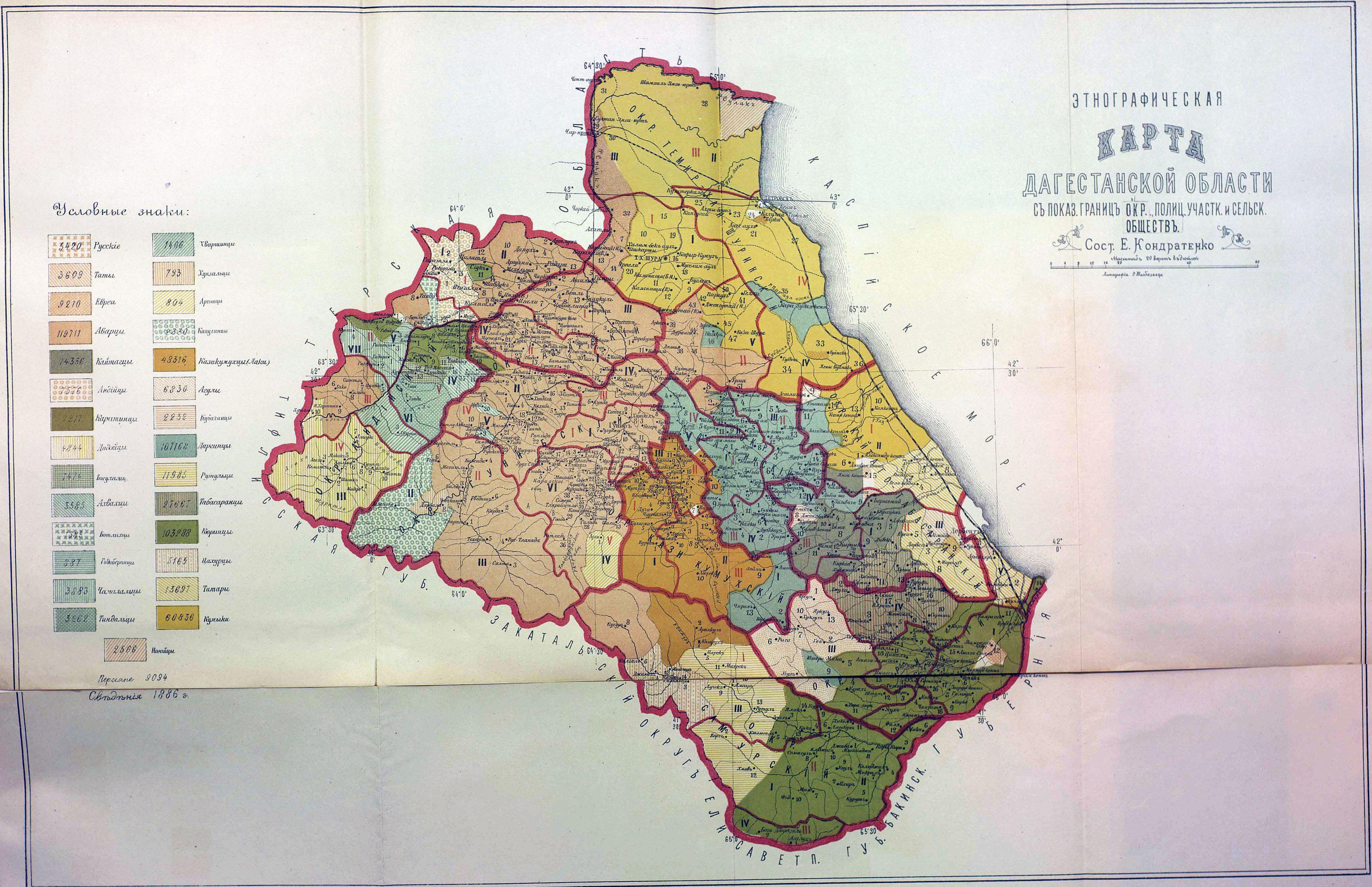
Етнографічна мапа Дагестану 1886 року. На тиндинських землях, в межах Андійського округу (ліворуч) стоїть чорне римське число VI. Збільшіть, щоб побачити

## Розселення
Живуть на північному заході Дагестану, займають схід Цумадинського району. Компактно розселені у селищах, розташованих у високогірних долинах на північно-західних схилах Богоського хребта, переважно по правих притоках середньої течії Андійського Койсу, але частково займають і територію по інший бік цієї річки. Це район високих гірських хребтів, що сягають 2000—2700 метрів над рівнем моря. Хребти розділені глибокими долинами й улоговинами, якими протікають невеликі, але бурхливі гірські річки. Субальпійські та альпійські луки місцями перемежовуються з невеликими ділянками сосново-березових лісів.
Місцевий клімат відзначається холодною і довгою зимою та коротким літом. Середньорічна температура становить 5-7 градусів, температура у січні (найхолодніший місяць) падає до 10 і більше градусів морозу, у серпні (найтепліший місяць) наближається до 20 градусів тепла. Річна кількість опадів становить 600—800 мм, більшість їх припадає на осінньо-зимовий період.
Адміністративно належать до Тиндинської (села Тинди, Акнада, Ангіда, Аща, Бехвалутчи, Гадайчи, Гвіначи, Гундучи, Мухарх, Санух, Тенла, Тисси-Ахітлі, Халіх) та Ечединськой (село Ечеда) сільрад, окремо стоїть село Тисси. Тинди (Тинді, тиндинською Ідарі, ав. ТӀиндисел, ТІинди — історично є головним селищем (аулом) тиндалів, більшість інших населених пунктів сформувалися як тиндинські хутори або висілки. Ечеда (тиндинською Ечеї) — єдиний тиндальський аул, розташований на лівобережжі Андійського Койсу. Село було засноване вихідцями із Тинди на землях аварського товариства Ункратль.
Північними сусідами тиндалів є багулали, північно-західними — чамалали, північно-східними — ахвахці, західними та східними — аварці, південними і західними — хваршини.
Не всі тиндали живуть у гірських районах, частина в результаті насильного, а частково й стихійного, переселення опинилася в рівнинній частині Дагестану. Вони живуть у Кизилюртівському (села Акнада, Ангіда, Комсомольське, Чонтаул), Хасав'юртівському (село Пятілєтка та ін.), Бабаюртівському та Кізлярському районах, а також у містах Махачкала та Кізляр. В межах Бабаюртівського району розташоване також тиндинське село Шугурі, але адміністративно воно належить до Шавинської сільради Цумадинського району. Те саме стосується кутану Ново-Тинди Тиндинської сільради. Хоча, за деякими оцінками, за межами історичного етнічного масиву живе приблизно половина тиндалів, в аварському або російському оточенні вони значною мірою втратили національні особливості й асимілюються сусідами.
За межами Дагестану тиндали є в Москві, Ростовській області, Ставропольському краї, в Сибіру. В Азербайджані частина їх осіла в Закаталах. Серед дагестанської діаспори живуть у Йорданії, Сирії, Туреччині (переважно вихідці із селища Акнада).

## Назва
Власної, спільної для усього народу етнічної назви, тиндали не мають. Вони називають себе за назвами аулів, в яких проживають, наприклад, жителі Тинди звуть себе ідарі.
Сусідні народи називають тиндалів за назвою їх головного селища: чамалали — іді, багулали — ідері, аварці — т'индідірал.

## Чисельність
За оцінкою 1995 р., чисельність народу становить від 8,5 до 10 тис. осіб. Точне їх число встановити неможливо через те, що офіційна статистика зараховує тиндалів до числа аварців. Згубно на їх чисельності позначилось переселення на землі чеченців у 1944 році, а тоді повернення в рідні гори, а також в райони рівнинного Дагестану в 1957 році.
За різними оцінними даними, у 1866 р. нараховувалось 2515 тиндалів, у 1886 р. — 3262, у 1916 р. — 3864 (Ібрагімов, 1981), у 1939 р. — 5800, у 1958 р. — 5000 (Ю. Дешерієв), у 1967 р. — 5000 (Т. Гудава) осіб.
Перші статистичні дані стосовно чисельності тиндалів датуються 1895 роком і належать дослідникові Дагестану Євгену Івановичу Козубському. За його даними, до складу Тиндальського сільського товариства входило тоді 5 селищ. Тинді (Тинди, Іді, Богос), головне селище товариства, мало ще 15 хуторів, і разом вони нараховували 473 двори, 2050 жителів, 1021 чоловік і 1029 жінок. Іншими селищами цього товариства були Акнада (Акнода, Ашанаж) з 8 хуторами (разом 110 дворів, 503 жителі, 234 чоловіки і 260 жінок) та Ангіда (111 дворів, 426 жителів, 217 чоловіків і 209 жінок). Ще 2 селища вважалися висілками із селища Тинди: Ашша (Аша, 54 двори, 190 жителів, 104 чоловіки і 86 жінок) та Тисси (Ісиміхижи, 58 дворів, 225 жителів, 110 чоловіків і 115 жінок). Ще одне тиндальське селище Ечеда (Ічади, 54 двори, 227 жителів, 111 чоловіків і 116 жінок) перебувало в складі Саситлінського товариства Ункратль-Чамаляльського наїбства. Загальна кількість населення тиндальських селищ 1895 року, таким чином, становила 3621 особу. Автор називає тиндалів аварцями.
В радянські часи у переписах населення тиндали (під назвою тиндії) фігурували лише 1926 р. За даними цього перепису, в СРСР нараховувалось 3812 тиндіїв, 1881 чоловік і 1931 жінка; всі вони були мешканцями села і жили на території Дагестану. 3408 тиндалів проживало на території Андійського округу, це становило 7,4 % всього населення округу і 89,4 % загальної чисельності народу. Вони складали все населення в селах Акнода — 519 осіб (Акнодинська сільрада), Ангіда — 517 осіб і Ашша — 261 особа (Ангідинська сільрада), Тинди — 386 осіб і хуторах Тисси — 331 особа, Гуначи — 141 особа, Мулла — 116 осіб, Ондочи — 102 особи, Бічичи — 98 осіб, Тенала — 82 особи, Мусаря — 76 осіб, Гадачи — 73 особи, Тисси-Ахітлі — 56 осіб, Емімігич — 53 особи, Косачи — 52 особи, Цератлі — 50 осіб, Обатль — 48 осіб, Санух — 47 осіб, Бехоркучи — 45 осіб, Елла — 41 особа, Ачилобачи — 37 осіб, Ганга — 36 осіб, Халік — 32 особи, Хоносі — 32 особи, Гачитль — 31 особа, Анхі — 29 осіб, Халакі — 27 осіб, Анцуда — 19 осіб, Койни — 18 осіб, Хилачи — 11 осіб, Гагічи — 10 осіб, Анісучи — 8 осіб, Ічидари — 8 осіб, Качак — 8 осіб, Італт — 7 осіб (Тиндинська сільрада), а також у селі Тлисса — 149 осіб Тлибишинської сільради. Ще 6 тиндалів жило в селі Ботліх, адміністративному центрі округу, а також у Хуштаді — 1 особа.
Надалі тиндалів зараховували до складу аварців. Лише у переписі населення в Росії 2002 р. народ знову з'явився окремим рядком, хоча й, знову ж таки, у складі аварців. Тоді офіційно було зареєстровано лише 44 тиндали, 33 з них жило в Дагестані. 616 осіб, за даними цього перепису, розмовляло тиндальською мовою, з них 579 — у Дагестані, 16 — в Республіці Тива, 6 — у Москві. Таким чином, більшість етнічних тиндалів традиційно зараховувалась до аварців.
Перепис 2010 року зафіксував вже більше число тиндалів — 635 осіб (318 чоловіків і 317 жінок, 634 — жителі сільської місцевості), з них 634 осіб у Дагестані.
Проте й ці дані не є об'єктивними. Більшість народу продовжувала зараховувати себе до складу аварців. Про це, зокрема, свідчать дані стосовно володіння тиндальською мовою і чисельності населення тиндальських аулів. Так, тиндальською мовою в 2010 році володіла 2152 особа, а рідною її назвали 2484 особи. Дані стосовно чисельності населення окремих селищ в гірській зоні Цумадинського району є такими: Тинди — 2304 жителя, Ечеда — 1122 жителя, Тисси — 644 жителя, Тисси-Ахітлі — 446 жителів, Гадайчи — 210 жителів, Акнада — 120 жителів, Тенла — 67 жителів, Мухарх — 52 жителя, Халіх — 48 жителів, Гвіначи — 43 жителя, Санух — 25 жителів, Бехвалутчи — 24 жителя, Ангіда — 8 жителів, Аща — 5 жителів, Гундучи — 0. Разом виходить 5118 осіб.
Враховуючи наявність тиндалів за межами гірського Дагестану, а також більшу інтенсивність асиміляційних процесів у цих регіонах, більш-менш вірною виглядає оцінка загальної чисельності приблизно в 7000 осіб.

## Мова
Тиндинська (тиндальська, ідерійська) мова (тиндинською — ідараб міцці, що означає «мова села Ідарі») функціонує переважно на розмовно-побутовому рівні у спілкуванні між самими тиндалами.
Вона мало вивчена. Належить до андійських мов (аваро-андо-цезька група нахсько-дагестанської гілки північно-кавказьких мов). Є близькою до багвалинської й чамалинської, іноді тиндинську й багвалинську мови розглядають як діалекти однієї мови. У спілкуванні тиндалів і багулалів мовного бар'єру практично не існує. Тиндали також стверджують, що трохи розуміють годоберинську, каратинську та андійську мови.
Тиндинська мова власної писемності поки не має, але 1993 року була розроблена тиндинська абетка на базі кирилиці. Писемною й літературною мовою лишається аварська. До 1950-х років шкільне навчання велося аварською мовою, згодом було переведене на російську.
Більшість тиндалів двомовні, говорять тиндинською та аварською мовами. Значна частина народу володіє також російською мовою, деякі можуть говорити хваршинською. Завдяки поширеній практиці регулярно відправлятися на заробітки, частина чоловіків може спілкуватися також кумицькою, азербайджанською і чеченською мовами. Певною мірою знають також арабську мову, яка є мовою релігійних обрядів. Проте, на відміну від минулих часів, тепер знання цієї мови є доволі обмеженим.
Мовами навчання, масової комунікації, діловодства і міжнаціонального спілкування є аварська та російська мови. Їх вивчення починається зі шкільної парти, тому тиндали володіють цими мовами на високому рівні.
В рівнинних районах тиндинська мова практично не використовується.
Останнім часом на хвилі зростання національної самосвідомості серед тиндалів підвищився інтерес до рідної мови. Багато ентузіастів, переважно вчителі та викладачі, за власною ініціативою, записують місцеві твори фольклору, легенди та перекази, застарілі слова, вирази, звороти тиндинської мови, які вже вийшли або виходять із вживання.

## Релігія
За віросповіданням тиндали є мусульманами сунітського напрямку. Проте лишилися певні залишки доісламських культів та уявлень. Так тиндали поклоняються сонцю й дощу, зберігають деякі інші анімістичні пережитки.
У V—VI ст. з території Грузії стало поширюватись християнство, але глибокого коріння воно тут не пустило. Іслам прийшов на Кавказ після арабських завоювань VIII ст. У період IX—XIII ст. спостерігалося своєрідне явище одночасної інфільтрації в західні райони Дагестану одночасно двох світових релігій: ісламу з півдня та християнства із заходу. Вирішальним фактором на користь ісламу стало вторгнення в XIV ст. військ Тимура (Тамерлана).
Іслам відіграє важливу роль у житті й побуті народу. Повсякденне життя регламентується законами шаріату. Дотримуються більшості мусульманських свят. Мечеть у Тинди було збудовано ще 1526 року. Тиндалами за походженням було багато відомих у мусульманському світі вчених-богословів.
У 90-ті рр.XX ст. в Тинді з'явилася громада ваххабитів.

## Історія

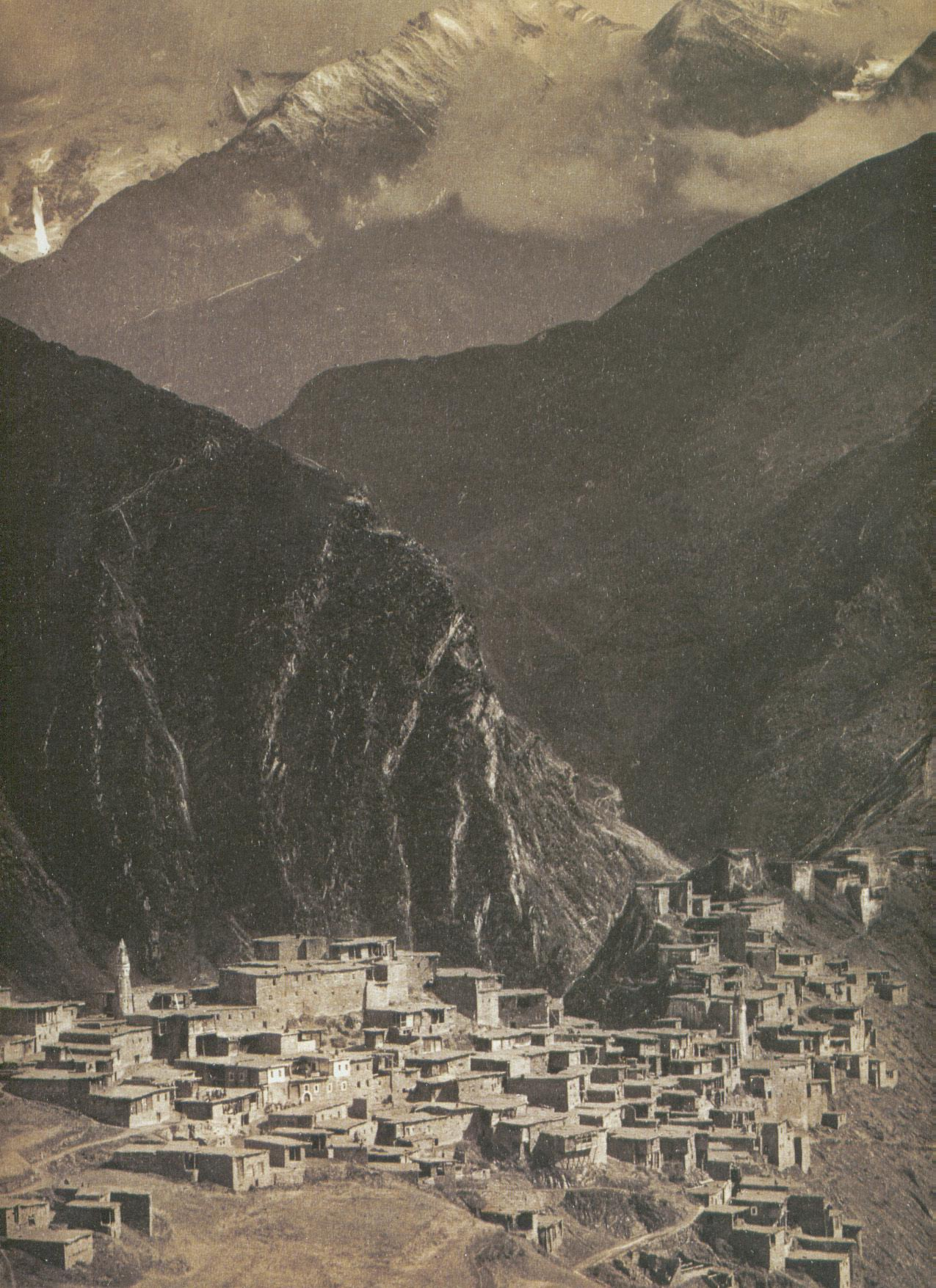
Селищe Тинди наприкінці 1890-х (Фото M. de Déchy).

Ранні писемні джерела, що датуються першими століттями після Р. Х., римські, вірменські, арабські, грузинські, сирійські, згадують андо-цезькі племена під спільною назвою дідури. Тоді вони перебували в складі етнополітичного об'єднання Дідо, до складу якого входило багато племен Північно-Східного Кавказу. В XV ст. союз Дідо розпався, а племена, що входили до його складу, серед них і тиндали, утворили цілий ряд незалежних сільських громад (вільних товариств). В арабських і грузинських джерелах доби середньовіччя народи північно-західного Дагестану були відомі під загальною назвою дуданія, дідо, дідоеті.
Тиндали згадуються в історичній хроніці Мухамадрафії «Таріх Дагестан» (XIV—XVI ст.). У цей час відбувалася ісламізація народу, яка затягнулась десь до середині-кінця XVIII ст.
В добу середньовіччя у тиндалів існувало декілька сільських громад-джамаатів: Тинди, Акнада, Ангіда, Ашша (Аща) та ін. У XVI—XVII ст. вони об'єднувались у товариство сільських громад Тинди (Тиндал, грузинська назва Богоз, або Богос), яке перебувало в номінальній залежності від Газікумухського шамхальства, а, починаючи з XVII ст., — Аварського (Хунзахського) ханства. Центром товариства було селище Тинди. Відносини між джамаатами будувалися на паритетних засадах.
З метою вирішення проблем безпеки, протистояння експансії хунзахських ханів і захисту від зовнішніх вторгнень Тиндинський союз сільських громад укладав довгострокові або короткострокові угоди з іншими вільними громадами Дагестану: гідатлинцями, каратинцями, хваршинами, чамалалами та ін. Водночас, як і інші гірські народи Західного Дагестану, тиндали час від часу робили набіги на територію Грузії з метою захоплення майна, худоби, дітей; за дітей вимагали викуп. Найбільше серед полонених було тушинів.
За угодою між товариствами, укладеною на початку XVIII ст., тиндали отримали місцевість «Ечеда-майдан» на лівому березі Андійського Койсу, де вони збудували село Ечеда.
Наявні в літературі відомості про тиндалів мізерні, і з'являються вони вже по завершенні Кавказької війни (1864). Це переважно згадки при Тиндинське товариство, перелік аулів та хуторів, що входили до його складу, а також відомості про чисельність жителів, зокрема, посімейні списки 1886 року.
За умовами Ґюлістанської угоди 1813 року між Росією та Іраном тиндали, разом із іншими гірськими народами Дагестану, увійшли до складу Російської імперії. Проте реальне приєднання відбулося пізніше. Горці виявили супротив і намагалися відстояти свою незалежність. В ході Кавказької війни 1817—1864 рр. тиндали відзначалися мужністю й відданістю імаму Шамілю. Вони припинили супротив лише після взяття 1859 р. росіянами Гунібу, останнього оплоту Шаміля, і припинення військових дій. Тиндали брали також активну участь в антиколоніальному повстанні горців 1877 р. Відомі повстання тиндалів проти російського панування 1861 і 1879 рр.
Після поразки і остаточного приєднання Дагестану до Росії частина тиндалів, тікаючи від репресій, покинула рідні аули й переселилася до мусульманської Туреччини. Відтоді вони втратили зв'язок з батьківщиною.
1861 року було проведено адміністративну реформу. На приєднаних землях росіяни утворили Дагестанську область, до складу якої увійшов, зокрема й Андійський округ. У складі останнього було 7 наїбств, у тому числі Тиндальське з адміністративним центром у селищі Тинди. Тиндальське наїбство об'єднало колишні товариства Тинди та Хварши. Поділ на 2 товариства зберігся й надалі. Тиндальське селище Ечеда перебувало в складі Саситлінського товариства Ункратль-Чамаляльського наїбства, яке також входило до складу Андійського округу.
1921 року на території Дагестанської і частини території Терської областей була утворена Дагестанська АРСР, до влади прийшли комуністи.
Радянська влада мала найбільший зовнішній вплив на життя тиндалів за всю їхню історію. Тиндальське суспільство вийшло за межі родового ладу. Ідеологія і практика нового режиму дісталась і таких віддалених куточків, як тиндальські селища. Головними напрямками трансформації суспільства були колективізація та культурна революція. Культурна революція розпочалася наприкінці 1920-х років подоланням неграмотності й впровадженням системи освіти. Перші п'ять років навчання велося аварською мовою, далі використовувалась російська. Шкільне навчання велося в рамках радянської ідеології, не сприймало вільного мислення, зневажало старі звичаї та вірування і в цілому мало антиісламське спрямування. Результатом такої політики стала поява антагонізму між старшим і молодшим поколіннями тиндалів. Молодь сприймала нові радянські традиції, і ця тенденція з року в рік зростала; відповідно, втрачали своє значення традиційні свята і звичаї. Молоді люди з відносно високим рівнем освіти були більш схильні до інновацій.
224 тиндали загинули на фронтах Другої Світової війни, а Каді Абакаров став Героєм Радянського Союзу.
У лютому 1944 р. частина тиндалів (переважно жителі аулів Акнада і Ангіда) була переміщена комуністичним режимом у Чечню, в селище Ведено, на місце виселених з нього чеченців. Це негативно вплинуло на розвиток народу. 1958 р., у зв'язку з поверненням чеченців із депортації, ці переселенці були знову перемішені, цього разу до рівнинного Кизил'юртівського району Дагестану. Там вони заклали два нових села — Акнада та Ангіда.
1993 р. вийшов Закон Російської Федерації «Основи правового статусу малочисельних народів Росії», який, зокрема, офіційно визнавав й існування тиндальського та інших малих етносів Дагестану. Проте ні юридичних, ні практичних наслідків для народів Дагестану цей закон не мав. Фактично він так і не набрав чинності, і 1996 року був остаточно відхилений.

## Культура
У матеріальній культурі тиндали мають багато спільного з аварцями та іншими гірськими народами Західного Дагестану. Ізольованість регіону сприяла формуванню у них самодостатнього натурального господарства. Товари і продукти, яких не вистачало, отримували шляхом бартерного обміну з аварськими селами на рівнині.
Лише після включення Дагестану в другій половині XIX ст. до складу Російської імперії почався розвиток товарно-грошових відносин, а остаточно з територіальної ізоляції народ вийшов вже у радянські часи. Тепер автомобільний транспорт пов'язує їх гірські аули із зовнішнім світом, існує повітряний зв'язок зі столицею Дагестану — Махачкалою.
Глобальні зміни відбулися в тиндинській матеріальній культурі. Набули поширення атрибути європейської міської культури (одяг, меблі, будівлі, продукти харчування тощо), такі, що переважають в усьому світі. Водночас відбувається масове поширення тиндинсько-аварської двомовності, реальною стала загроза втрати не тільки рідної мови, а й національної ідентичності, асиміляції аварцями. Особливо гострою є ця проблема в рівнинних районах.

### Традиційне господарство
Головними галузями традиційного господарства тиндалів були й залишаються гірське землеробство на терасах і скотарство.
Вирощували переважно зернові культури: ячмінь, пшеницю, просо, жито, овес, боби; з овочевих культур — гарбузи, моркву та ін. З XIX ст. стали саджати кукурудзу і картоплю. Головною проблемою землеробства є дефіцит придатних для нього земель. Терасові поля невеликого розміру розташовані в горах у вигляді широких сходів. Сільськогосподарські роботи розпочиналися вже на початку березня, коли на поля вивозили гній і золу. Зерно спочатку кидали в землю, а тоді вже орали. Для оранки використовували дерев'яну соху із залізним лемішем, запрягали пару волів. Поля не боронували.
Другою важливою галуззю господарства було скотарство. Головну роль відігравала велика рогата худоба. Корів, за винятком зимових місяців, тримали на хуторах. Овець було небагато, на одне господарство припадало від двох до дев'яти голів. Випасали їх на пасовищах, також розташованих на хуторах. Ще розводили віслюків, деякі господарства мали верхових коней. Велика рогата худоба використовувалась як тяглова сила.
Займалися тиндали також бджолярством і мисливством. Із домашніх промислів розвинені були виробництво сукна і в'язаних виробів, обробка вовни та шкіри, ковальство, обробка дерева, кушнірство. В аулі Тинди були також фруктові сади.
Селище Тинди було одним з відомих торгових центрів західної частини Центрального Дагестану. Кінні та піші дороги та стежки пов'язували тиндалів з іншими народами Дагестану, Кавказу, Росії. Головним транспортом у минулому були віслюки, як в'ючних тварин використовували також коней.
В осінньо-зимовий період значна частина тиндальських чоловіків відправлялась на заробітки в Закатали, іноді в Грузію, приморський Дагестан, рідше на Північний Кавказ та в інші райони. Тут вони наймалися чабанами, пастухами, теслярами, мулярами, різноробами, працювали на рибних, нафтових, соляних промислах. Навесні, до початку сільськогосподарського сезону, поверталися додому.

### Тиндинські селища
Селища тиндалів є типовими для гірських районів Дагестану. Вони розташовані на непридатних для землеробства крутих схилах гір, максимально прив'язані до рельєфу й традиційно утворювали неприступний комплекс цивільних і оборонних споруд з терасовою забудовою гірських схилів. Тидальські житлові будинки прямокутні в плані, двох- або трьохповерхові, кам'яні, з плоским земляним дахом. Будівлі споруджували за схемою «житло-хлів» або «житло-хлів-сінник». Розташовуються вони тісно один до одного, утворюючи багатоярусний комплекс споруд.
Селища поділяються на квартали, кожне має адміністративний центр, мечеть і кладовище.
У XIX ст. пристінний камін повністю витіснив відкрите вогнище. У другій половині XIX ст. набув поширення похилий дах, критий бляхою, хоча земляні дахи зберігаються й у наші дні. Поступово стали розширюватись віконні та дверні прорізи, біля житлових кімнат з'являються відкриті галереї та лоджії, площа житлових приміщень збільшується за рахунок зменшення господарських площ.
Характерними для тиндалів є також хутори з 1-2 домогосподарств, розташовані на високогірних пасовищах. Вони використовувались виключно для утримання худоби. Жодного адміністративного й політичного значення ці крихітні населені пункти не мали, вони були лише придатками головного села і його громади.

### Суспільство
Тиндали, як і інші андо-цезькі народи, тримаються ізольовано від іншого населення. Можливості генетичного змішування в цій популяційній групі були зведені до мінімуму. Громадське життя народу мало достатньо струнку й суворо регламентовану систему взаємовідносин між рядовими членами громади.
Соціальну основу суспільства складали малі сім'ї, що об'єднувались у тухуми — патронимічні групи споріднених сімей, які вели своє походження від спільного предка. Тухуми всіляко підтримували своїх членів — морально, фізично й матеріально. Взаємна допомога у тиндалів була загальноприйнятою нормою, і мала переважно господарське спрямування. Голови тухумів мали право і навіть були забов'язані втручатися в життя і побут окремих сімей. Всі важливі події в житті кожної сім'ї, так чи інакше, відбувалися з відома і за згоди старійшин тухуму. Кожен тухум займав в аулі окремий квартал, так само між тухумами були поділені й висілки та хутори.
Між тухумами іноді виникали протиріччя й конфлікти, а було, що вони виливалися й у кровну помсту.
Кожне селище мало власні органи самоуправління і повністю регулювало своє внутрішнє життя. Все населення селища утворювало сільську громаду, яка звалася джамаат. Виконавча влада належала старшинам-чхиухибі (ав. чхІухІби), котрих щороку переобирали. Судочинство провадилось у відповідності з нормами адату (писаними нормами звичаєвого права) і шаріату (мусульманським правом). Суддями виступали старійшини, які очолювали тухуми. Вони розглядали всі справи і конфлікти, за винятком внутрішніх сімейних і спадкових, які перебували в компетенції духовного лідера громади (каді). Процедура розгляду питань могла бути різною, залежно від важливості справи. Для вирішення найважливіших громадсько-політичних і господарських питань скликали загальний схід джамаату (мажліс). Рядові справи роглядали збори всіх старійших або декілька старійшин на чолі з каді.
Норми адату передбачали компенсацію шкоди, навмисно або випадково заподіяної певній людині, сім'ї або цілій громаді. За будь-яку провину або порушення норм адату передбачався певний штраф на користь громади. Ці кошти формували значну частину громадської казни, до якої потрапляли також встановлені шаріатом обов'язкові відрахування сімей від отриманого врожаю, приплоду худоби, торгово-мінових операцій, частини доходів, отриманих від плати за здавання пасовищ в оренду, а також благодійні пожертви членів джамаату. На ці кошти утримували калік, сиріт, надавали допомогу вдовам, незаможним членам громади, людям, що постраждали від стихійного лиха, здійснювали підтримку учнів релігійних шкіл.
Будівлі, домашнє майно, пасовища та сіножаті перебували в приватній власності, а пасовища, випаси, вигони, лісові масиви, пустки, джерела води вважалися спільною власністю громади.
Вільне товариство Тиндал історично склалося як соціально-політичний територіальний союз сільських громад (джамаатів), кожна з яких лишалась при цьому вільним і рівноправним членом союзу. Адміністративним центром союзу вважався аул Тинди. Місцевий каді (дибір) соборної (п'ятничної) мечеті вважався першою особою союзу й воєначальником народного ополчення у випадку військових дій. Подібно до того, як це робилося у сільських громадах, процедура вирішення питань, які стосувалися всього союзу, також залежала від їх важливості. Для вирішення найважливіших справ збиралося все чоловіче населення союзу. Менш важливі справи вирішувалися лише старійшинами джамаатів, або ж рішення приймалося зборами представників джамаатів за головування тиндинського каді.
Після приєднання до Росії нова колоніальна адміністрація обмежила повноваження традиційних органів влади. Всі заходи мали погоджуватись зі старостою, призначеним головою місцевої адміністрації. Кандидатури всіх виборних членів керівництва джамаату також мали бути затверджені окружним керівництвом. Кровна помста була редукована мусульманськими правовими нормами та зусиллями царської російської адміністрації.
Після падіння радянської влади у тиндалів спостерігається відродження джамаатів у вигляді релігійних мусульманських громад.
Починаючи з раннього середньовіччя, у тиндалів переважала мала сім'я, але ще до 20-х років XX ст. зберігалися залишкові форми великосімейної організації у вигляді нерозділених сімей. Такі шлюбні форми, як левірат та сорорат, зустрічалися ще в 30-40-х роках XX ст. Це не було даниною традиціям, а визначалося практичною доцільністю. Місце одного з померлих батьків займала рідна для дітей людина (дядько чи тітка), залишалося в сім'ї й майно.
Головою в сім'ї у тиндалів є чоловік і батько, жінку поважають як матір. Хазяйка дому, на плечах якої лежить домашнє господарство і виховання дітей, займає важливе й почесне місце в сім'ї. Безумовно визнається авторитет старшого, всі члени сім'ї поважають один одного.
Шлюб вкладався через сватівство. Як правило, вибір подружжя робили батьки, але побажання молодих також намагалися враховувати. Тиндинська сім'я мала в середньому 3-4 дитини. До початку XX ст. ще траплялося викрадання дівчини, заручини малолітніх, колисковий зговір.
Сучасна тиндинська сім'я будується на демократичних засадах, проте провідна роль чоловіка, батька безумовно всіма визнається й зараз. Тепер частіше вкладаються шлюби за коханням, але з думкою батьків молодь намагається рахуватись. Сім'я тепер, як правило, має 2-3 дитини.
Серед інших соціальних традицій у тиндалів найважливішою завжди була гостинність.

### Побутові традиції
Одяг тиндалів загальнокавказького типу. В минулому його шили виключно з місцевих матеріалів: суконних тканин і повсті, овчини і шкіри, шерстяних ниток. Поступово доморобні матеріали замінили фабричні тканини, які привозили переважно з Росії. Помітне місце в одязі народу стали займати готові вироби з країн Сходу та Закавказзя: шовкові хустки, шалі, середньоазійські папахи, взуття тощо.
Традиційний чоловічий костюм складався з тунікоподібної сорочки, завужених донизу штанів без карманів, бешмету, черкески, папахи з овчини і сиром'ятного шкіряного взуття. Жінки носили широкі тунікоподібні сукні-сорочки, вузькі чорні штани, чорну чухту, прикрашену монетами та ланцюжками на лобі та скронях, а також на нижньому кінці накосника і в його середній частині. Літні жінки нашивали на чухту парні скроневі кільця, а зверху на голову накидали покривало. Сукні тиндалки підперезували довгим (іноді до 3 м) і широким поясом, зазвичай з китайки, а в траурні дні — чорним.
Сучасний одяг тиндалів не відрізняється від міського. Чоловіки старшого віку іноді вдягають папахи, чоботи з довгими халявами, а жінки — чухту.
Основу харчування весною й улітку становили страви із борошна і молочні страви, взимку й восени — м'ясні. До числа місцевих страв із борошна належать коржі, хінкал, пироги, місцевий вид вареників, а також каші, у тому числі й з толокна. Своєрідність культури харчування тиндалів виявляється у використанні певних страв як ритуальних, у деяких деталях застільного етикету.

### Духовні традиції
Селища Тинди, Акнада є відомими центрами релігійно-світської освіти в Гірському Дагестані. Тиндали високо цінують освіченість, вважають за необхідне покращувати не тільки свій фізичний розвиток, але й духовність. Із тиндальського середовища вийшло багато відомих у мусульманському світі вчених-богословів, а також світських вчених, викладачів, спеціалістів.
Місцеві норми етикету складалися на основі загального мусульманського, загального гірського менталітету, на ретельно розробленій ієрархії взаємовідносин.
Багата усна народна творчість побутує й передається рідною й аварською мовами. Пісні співають аварською, а плачі виконують тиндинською мовою.
Існує місцевий народний сільськогосподарський календар і система відліку часу.
Народні лікарі продовжують практикувати раціональні й ефективні методи, прийоми й засоби виліковування тяжких захворювань, які успадкували від своїх предків.
Тиндали дотримуються практично всіх мусульманських свят. Відзначають і святкують такі дні, як закінчення посту, поминання родичів, день народження Пророка та ін.
Поховальний і поминальний обряди відбуваються за загальноприйнятими ісламськими нормами.
З доісламських обрядів відомі обряди дощу, сонця. Великою популярністю користується народне свято Кьєдоба, що має в основі жартівливу імпровізацію весілля. У ролі нареченого виступає ляльковий персонаж. Відбувається це свято зазвичай узимку. Урочисто відзначається й свято першої борозни Муса бешта. Іншими традиційними святами є початок збирання врожаю, початок стрижки овець, дні перегону худоби в долини або на високогірні пасовища.